# Олдем (округ, Кентуккі)
Шаблон:StateAbbr_ 38°24′ пн. ш. 85°26′ зх. д. / 38.4° пн. ш. 85.44° зх. д.
Округ  Олдем (англ. Oldham County) — округ (графство) у штаті  Кентуккі, США. Ідентифікатор округу 21185.

## Історія
Округ утворений 1823 року.

## Демографія
За даними перепису 
2000 року 
загальне населення округу становило 46178 осіб, зокрема міського населення було 30287, а сільського — 15891.
Серед мешканців округу чоловіків було 24595, а жінок — 21583. В окрузі було 14856 домогосподарств, 12199 родин, які мешкали в 15541 будинках.
Середній розмір родини становив 3,17.
Віковий розподіл населення поданий у таблиці:
| Стать    | До 15 років | 15-21 | 22-29 | 30-39 | 40-49 | 50-65 | 65-85 | Понад 85 |
| -------- | ----------- | ----- | ----- | ----- | ----- | ----- | ----- | -------- |
| Чоловіки | 5366        | 2253  | 2138  | 4365  | 4816  | 4185  | 1372  | 100      |
| Жінки    | 5102        | 1841  | 1558  | 3651  | 4136  | 3520  | 1531  | 244      |

## Суміжні округи
- Трімбл — північний схід
- Генрі — схід
- Шелбі — південний схід
- Джефферсон — південний захід
- Кларк, Індіана — північний захід

## Виноски
1. ↑  U.S. Decennial Census. United States Census Bureau. Архів оригіналу за 19 липня 2018. Процитовано 19 серпня 2014.
2. ↑  Historical Census Browser. University of Virginia Library. Архів оригіналу за 11 серпня 2012. Процитовано 19 серпня 2014.
3. ↑  Population of Counties by Decennial Census: 1900 to 1990. United States Census Bureau. Архів оригіналу за 13 жовтня 2014. Процитовано 19 серпня 2014.
4. ↑  Census 2000 PHC-T-4. Ranking Tables for Counties: 1990 and 2000 (PDF). United States Census Bureau. Архів оригіналу (PDF) за 18 грудня 2014. Процитовано 19 серпня 2014.
5. ↑  State & County QuickFacts. United States Census Bureau. Архів оригіналу за 28 липня 2011. Процитовано 6 березня 2014.(англ.) Наведено за англійською вікіпедією.
6. ↑  American FactFinder. Бюро перепису населення США. Архів оригіналу за 26 лютого 2012. Процитовано 31 січня 2008.

| США | Це незавершена стаття з географії США. Ви можете допомогти проєкту, виправивши або дописавши її. |